# Frances Glessner Lee
Frances Glessner Lee, née le 25 mars 1878 à Chicago et morte le 27 janvier 1962, était une médecin légiste américaine, surnommée « la mère de la science forensique ».

## Biographie
Son père, John Jacob Glessner, était un industriel qui avait réussi grâce à l'International Harvester. Son frère et elle sont éduqués à domicile. Son frère va à Harvard, mais on ne permet pas à Frances d'aller à l'université. À la place, elle épouse un avocat, Blewett Lee ; ils finiront par divorcer.
Lorsqu'elle exprime un intérêt pour la médecine légale quelques années plus tard, on tente de la décourager. Elle doit attendre la mort de son frère en 1930 pour faire ses premiers pas vers sa propre carrière, à l'âge de 52 ans.
Le perfectionnisme de Glessner Lee dans la réalisation de ses dioramas reflète son histoire familiale. Son père collectionnait les meubles de qualité dans la maison familiale. Il a écrit un livre sur le sujet et sur la maison familiale, qui avait été dessinée par Henry Hobson Richardson. La maison accueille aujourd'hui le musée de la maison de John J. Glessner House. Frances aimait les histoires de Sherlock Holmes, dont le récit tourne souvent autour d'un détail qui n'a pas été remarqué.

### Carrière
La carrière de Glessner Lee a été inspirée par George Burgess Magrath, un camarade de son frère qui étudiait la médecine à la Harvard Medical School, et qui s'intéressait particulièrement aux enquêtes sur les décès,. Ils sont restés des amis proches jusqu'à la mort de Burgess Magrath en 1938. Magrath devient médecin légiste en chef à Boston. Ensemble, ils plaident pour que les examinateurs légistes soient remplacés par des professionnels de la médecine. En 1931, Glessner Lee fait un don qui permet la création d'une chaire pour lui à l'Université de Harvard dans ce domaine, et la création du premier département de médecine légale aux États-Unis,. Ses dons permettent également la création de la bibliothèque George Burgess Magrath,, et de Harvard Associates in Police Science, une association nationale pour la promotion de la médecine légale, dont un département est constitué par l'école Frances Glessner Lee sur les homicides. Ce programme créé à Harvard a poussé d'autres états américains à modifier leur système d'examen post-mortem. 
Dans les années 1940 et 1950, Frances organise une série de séminaires semi-annuels sur les enquêtes pour homicide. Des enquêteurs de la police, des procureurs et d'autres enquêteurs sont invités à une conférence d'une semaine, au cours de laquelle elle présente les Nutshell Studies of Unexplained Death (Études réduites de morts inexpliquées), des dioramas très précisément construits et réalistes de réelles scènes de crimes, avec des portes, fenêtres et lumières fonctionnelles. Les participants avaient ensuite 90 minutes pour étudier la scène. Le point culminant de la semaine était un banquet au Ritz Carlton,. Ses dix-huit dioramas sont toujours utilisés dans le cadre de formation par la Harvard Associates in Police Science.
Le travail de Frances Glessner Lee est reconnu lorsqu'elle est nommée Capitaine Honoraire de la police de l'État du New Hampshire en 1943, la première femme aux États-Unis à atteindre ce rang,.

## Dans la culture populaire
- Les Nutshell Studies of Unexplained Death ont inspiré le tueur aux maquettes (Miniature Killer) dans la série télévisée Les Experts.
- L'Encyclopedia Horrifica (en) de Joshua Gee, un livre primé, rend hommage à Glessner Lee.
- Glessner Lee a peut-être aussi inspiré le personnage de Jessica B. Fletcher dans Arabesque[5].